# Локомотив (стадіон, Жмеринка)
«Локомотив» — футбольний стадіон в Україні, у місті Жмеринка Вінницької області. Вміщує 6 тис. глядачів. Домашня арена футбольної команди «Локомотив».
Стадіон розміщений в одному з найновіших мікрорайонів міста Постройки на вулиці М. Кривоноса, 27.

## Змагання
Список змагань, що проводилися на стадіоні «Локомотив»:
- Фінал Кубку Вінницької області з футболу: 2013[1]

## Галерея

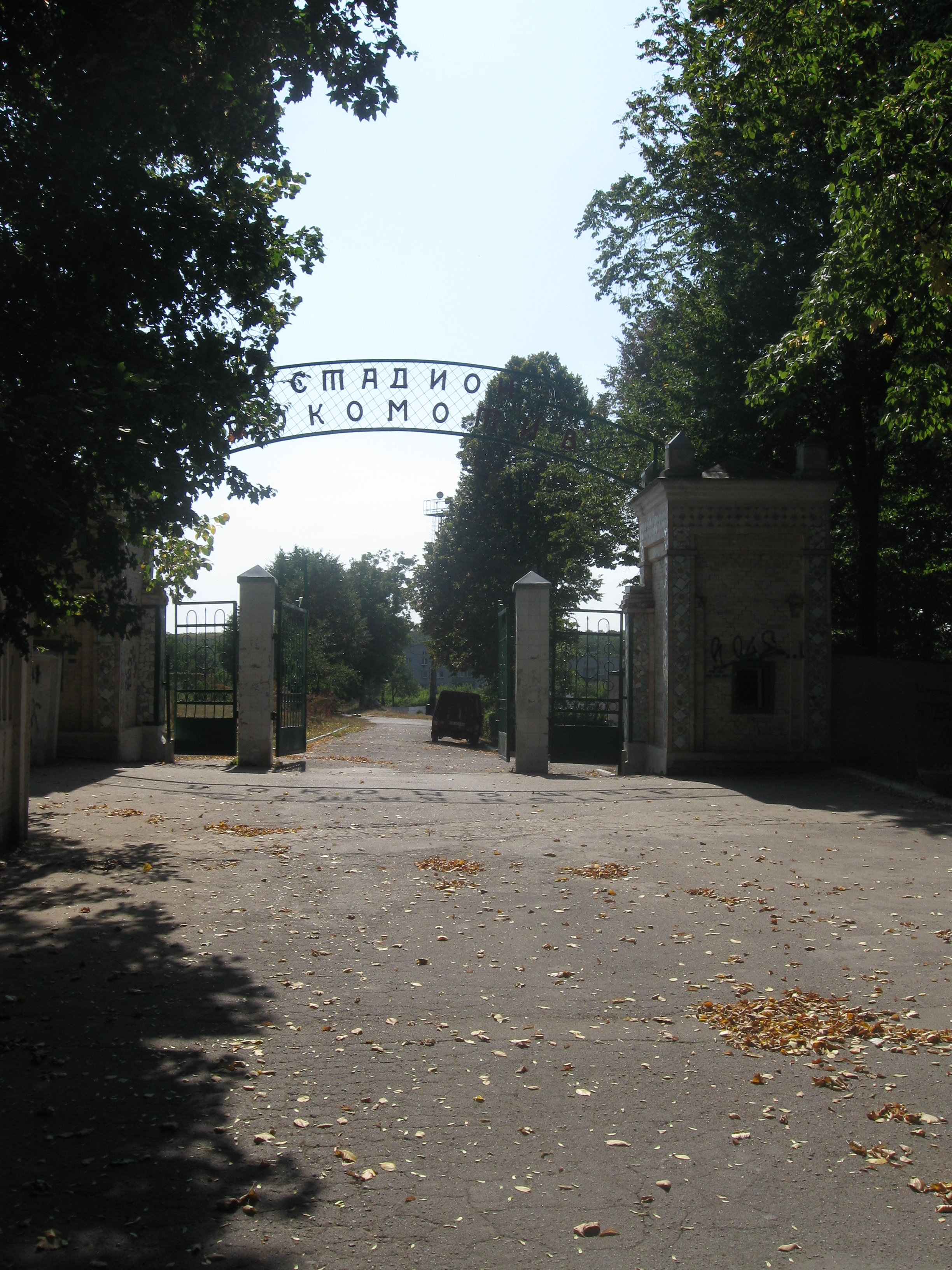
Вхід на стадіон
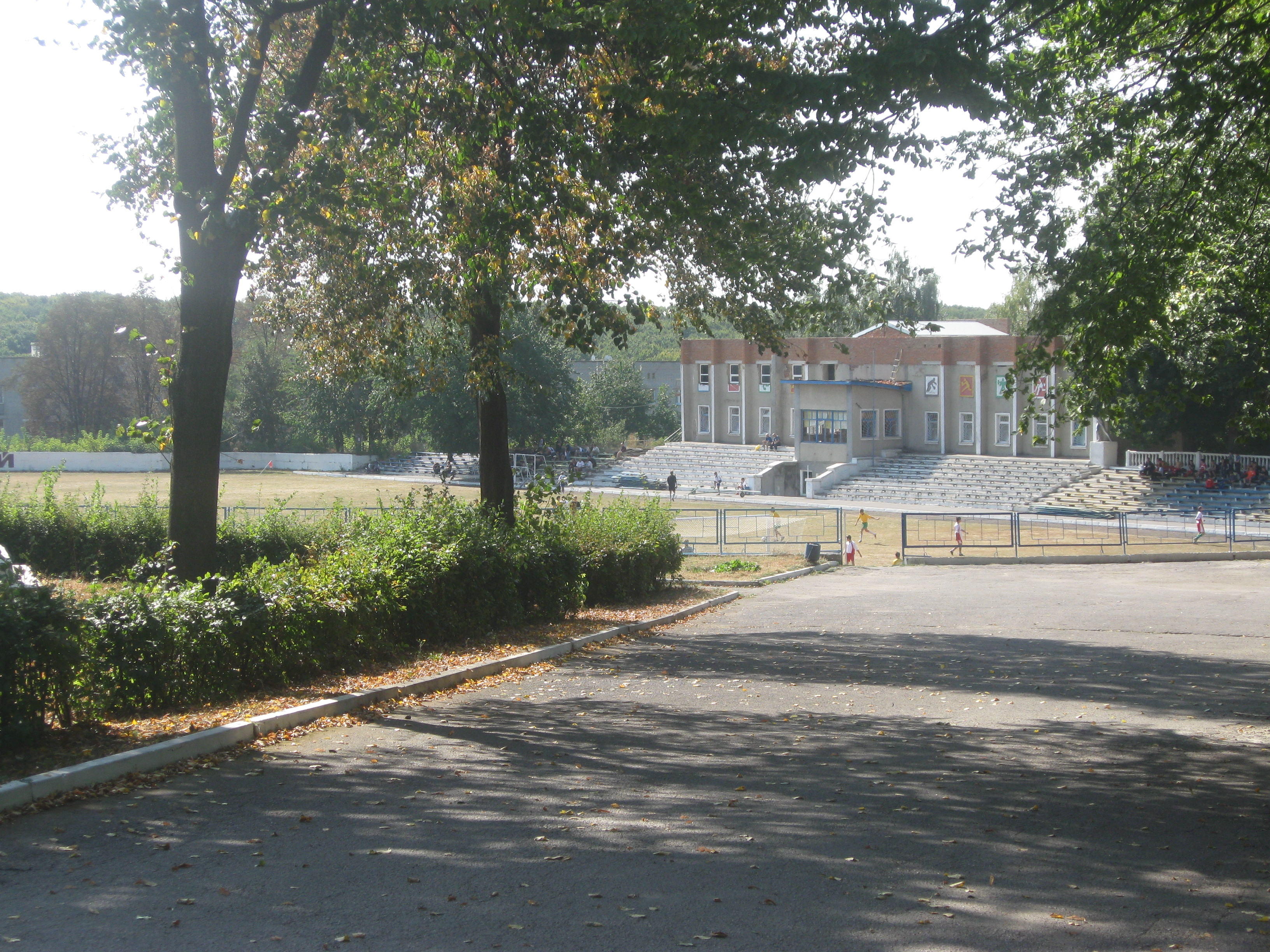
Головна трибуна
Пам'ятник на стадіоні